# Coleman Hawkins
Coleman Hawkins (21. november 1904 – 19. maj 1969), med kælenavnene "Bean" og "Hawk", var en amerikansk tenorsaxofonist. Man kan med god ret hævde, at Hawkins etablerede tenorsaxofonen i jazz og med sin store personlighed – og store, magtfulde tone – blev en musiker, som alle samtidige og senere saxofonister skulle forholde sig til. Hans indspilning af Body and soul er en af jazzens klassikere.

## Eksterne henvisniner
- Wikimedia Commons har flere filer relateret til Coleman Hawkins
- Coleman Hawkins på DR musik
- Coleman Hawkins på Allmusic
- Coleman Hawkins på Discogs
- Coleman Hawkins på MusicBrainz